# Campeonato Femenino Sub-19 de la Concacaf de 2002
El Campeonato Femenino Sub-19 de la Concacaf de 2002 fue la I edición del torneo, que se disputó en Trinidad y Tobago, los dos ganadores de grupos consiguieron la clasificación a la Copa Mundial Femenina de Fútbol Sub-19 de 2002 en Canadá del 17 agosto al 1 de septiembre de 2002.

## Eliminatorias
Antes del campeonato, países de Centroamérica y el Caribe jugarán partidos Eliminatorios. Al final se verán los clasificados al premundial llevado a cabo en Trinidad y Tobago.

### Centroamérica

#### Grupo A
| Equipo     | Pts | PJ | PG | PE | PP | GF | GC | Dif |
| ---------- | --- | -- | -- | -- | -- | -- | -- | --- |
| Costa Rica | 9   | 3  | 3  | 0  | 0  | 23 | 1  | +22 |
| Panamá     | 6   | 3  | 2  | 0  | 1  | 15 | 2  | +13 |
| Guatemala  | 3   | 3  | 1  | 0  | 2  | 6  | 16 | -10 |
| Nicaragua  | 0   | 3  | 0  | 0  | 3  | 0  | 25 | -25 |

| 20 de marzo de 2002 | Costa Rica | 9:1 | Guatemala |  |  |

| 20 de marzo de 2002 | Panamá | 8:0 | Nicaragua |  |  |

| 22 de marzo de 2002 | Costa Rica | 12:0 | Nicaragua |  |  |

| 22 de marzo de 2002 | Panamá | 7:0 | Guatemala |  |  |

| 24 de marzo de 2002 | Panamá | 0:2 | Costa Rica |  |  |

| 24 de marzo de 2002 | Guatemala | 5:0 | Nicaragua |  |  |

### Caribe

##### Grupo A
| Equipo            | Pts | PJ | PG | PE | PP | GF | GC | Dif |
| ----------------- | --- | -- | -- | -- | -- | -- | -- | --- |
| Jamaica           | 7   | 3  | 2  | 1  | 0  | 32 | 0  | +32 |
| Trinidad y Tobago | 7   | 3  | 2  | 1  | 0  | 30 | 0  | +30 |
| Granada           | 3   | 3  | 1  | 0  | 2  | 3  | 39 | -36 |
| Bahamas           | 0   | 3  | 0  | 0  | 3  | 1  | 27 | -26 |

| 18 de diciembre de 2001 | Jamaica | 21:0 | Granada |  |  |

| 18 de diciembre de 2001 | Trinidad y Tobago | 13:0 | Bahamas |  |  |

| 20 de diciembre de 2001 | Jamaica | 11:0 | Jamaica |  |  |

| 20 de diciembre de 2001 | Trinidad y Tobago | 17:0 | Granada |  |  |

| 22 de diciembre de 2001 | Bahamas | 1:3 | Granada |  |  |

| 22 de diciembre de 2001 | Jamaica | 0:0 | Trinidad y Tobago |  |  |

##### Grupo B
| Equipo            | Pts | PJ | PG | PE | PP | GF | GC | Dif |
| ----------------- | --- | -- | -- | -- | -- | -- | -- | --- |
| Surinam           | 9   | 3  | 3  | 0  | 0  | 22 | 2  | +20 |
| Antigua y Barbuda | 6   | 3  | 2  | 0  | 1  | 12 | 4  | +8  |
| Dominica          | 3   | 3  | 1  | 0  | 2  | 3  | 20 | -17 |
| Guyana            | 0   | 3  | 0  | 0  | 3  | 2  | 13 | -11 |

| 17 de enero de 2002 | Antigua y Barbuda | 8:0 | Dominica |  |  |

| 17 de enero de 2002 | Surinam | 7:1 | Guyana |  |  |

| 19 de enero de 2002 | Surinam | 12:0 | Dominica |  |  |

| 19 de enero de 2002 | Antigua y Barbuda | 3:1 | Guyana |  |  |

| 21 de enero de 2002 | Dominica | 3:0 | Guyana |  |  |

| 22 de enero de 2002 | Surinam | 3:1 | Antigua y Barbuda |  |  |

##### Grupo C
| Equipo                               | Pts | PJ | PG | PE | PP | GF | GC | Dif |
| ------------------------------------ | --- | -- | -- | -- | -- | -- | -- | --- |
| Haití                                | 9   | 3  | 3  | 0  | 0  | 15 | 0  | +15 |
| República Dominicana                 | 6   | 3  | 2  | 0  | 1  | 9  | 2  | +7  |
| Puerto Rico                          | 3   | 3  | 1  | 0  | 2  | 4  | 9  | -5  |
| Islas Vírgenes de los Estados Unidos | 0   | 3  | 0  | 0  | 3  | 1  | 18 | -17 |

| 8 de enero de 2002 | Puerto Rico | 0:4 | República Dominicana |  |  |

| 8 de enero de 2002 | Haití | 9:0 | Islas Vírgenes de los Estados Unidos |  |  |

| 10 de enero de 2002 | Islas Vírgenes de los Estados Unidos | 1:5 | República Dominicana |  |  |

| 10 de enero de 2002 | Haití | 5:0 | Puerto Rico |  |  |

| 12 de enero de 2002 | Haití | 1:0 | República Dominicana |  |  |

| 12 de enero de 2002 | Puerto Rico | 4:0 | Islas Vírgenes de los Estados Unidos |  |  |

## Fase final
En la última ronda de la Concacaf compitieron los ocho equipos clasificados anteriormente. Los primeros de cada grupo se clasificaron a Copa Mundial Femenina de Fútbol Sub-19 de 2002 en Canadá.

### Equipos participantes
| CFU - Jamaica - Surinam - Haití |  | UNCAF - Costa Rica - Panamá |  | Clasificados automáticamente - Trinidad y Tobago - México - Estados Unidos |

#### Grupo A
| Equipo            | Pts | PJ | PG | PE | PP | GF | GC | Dif |
| ----------------- | --- | -- | -- | -- | -- | -- | -- | --- |
| México            | 7   | 3  | 2  | 1  | 0  | 9  | 2  | +7  |
| Trinidad y Tobago | 4   | 3  | 1  | 1  | 1  | 6  | 9  | -3  |
| Jamaica           | 2   | 3  | 0  | 2  | 1  | 3  | 4  | -1  |
| Panamá            | 2   | 3  | 0  | 2  | 1  | 4  | 7  | -3  |

| 7 de mayo de 2002 | México | 1:1 | Jamaica |  |  |

| 7 de mayo de 2002 | Trinidad y Tobago | 3:3 | Panamá |  |  |

| 9 de mayo de 2002 | Panamá | 0:3 | México |  |  |

| 9 de mayo de 2002 | Jamaica | 1:2 | Trinidad y Tobago |  |  |

| 11 de mayo de 2002 | México | 5:1 | Trinidad y Tobago |  |  |

| 11 de mayo de 2002 | Jamaica | 1:1 | Panamá |  |  |

#### Grupo B
| Equipo         | Pts | PJ | PG | PE | PP | GF | GC | Dif |
| -------------- | --- | -- | -- | -- | -- | -- | -- | --- |
| Estados Unidos | 9   | 3  | 3  | 0  | 0  | 34 | 1  | +33 |
| Costa Rica     | 6   | 3  | 2  | 0  | 1  | 9  | 15 | -6  |
| Haití          | 3   | 3  | 1  | 0  | 2  | 2  | 10 | -8  |
| Surinam        | 0   | 3  | 0  | 0  | 3  | 2  | 21 | -19 |

| 7 de mayo de 2002 | Costa Rica | 4:0 | Haití |  |  |

| 7 de mayo de 2002 | Estados Unidos | 15:0 | Surinam |  |  |

| 9 de mayo de 2002 | Estados Unidos | 5:0 | Haití |  |  |

| 9 de mayo de 2002 | Costa Rica | 4:1 | Surinam |  |  |

| 11 de mayo de 2002 | Estados Unidos | 14:1 | Costa Rica |  |  |

| 11 de mayo de 2002 | Haití | 2:1 | Surinam |  |  |

## Clasificados aCanadá 2002
| Bandera de Canadá | Bandera de Estados Unidos | Bandera de México |
| Canadá Anfitrión  | Estados Unidos            | México            |